# Alcamene e Alcandro
Alcamene (fl. V secolo a.C.) e 
Alcandro (fl. V secolo a.C.) sono stati due politici sicelioti, tiranni di Agrigento.
Di loro si sa solo che salirono al potere dopo Telemaco e precedettero Terone.
Non si sa se Alcamene e Alcandro governarono come tiranni in due momenti diversi o se invece furono i magistrati supremi dell'assemblea oligarchica che reggeva le sorti della città, come sostiene invece Eraclide Lembo. Sembra che la loro autorità non fosse forte e che governarono col titolo di esimneti ("pacificatori") in un periodo di decadenza per la città; già all'inizio del V secolo a.C. il loro governo doveva essersi concluso (del resto è nel 489 a.C. che Terone sale al potere).